# Th!nk City
La Th!nk City est un véhicule électrique. C'est une automobile citadine ou périurbaine qui a été produite par le constructeur norvégien Th!nk Global (production 460 unités) grâce à l’aide de son partenaire industriel Valmet Automotive (production 1876 unités), basé en Finlande. C'est une petite voiture biplace, voire 2 + 2 dans certains pays, qui est capable de rouler sur route et autoroute. Ce véhicule a été fabriqué de 2008 à 2012. Il dispose d’une vitesse de pointe de 110 km/h et d’une autonomie de 160 km, à sa sortie d'usine, sur une charge complète.
La Th!nk City a été vendue en Norvège (679 unités recensées), aux Pays-Bas, en Espagne, en France (2010 : 11 voitures vendues, 2011 : 110 voitures vendues, en Autriche, en Suisse, en Finlande, au Royaume-Uni et aux États-Unis. 
En mars 2011, il  en avait été vendu 1 045 unités dans le monde entier. On estime que près de 2 336 Th!nk City ont été produites avant faillite et liquidation de l'entreprise.
Au début 2011, la Th!nk City fut la première voiture électrique à passer l’épreuve des 5 crash tests, permettant ainsi son utilisation sur autoroute et sa production en série. Rapidement la Tesla Roadster, la Mitsubishi MiEV, la Citroen C-Zero, la Peugeot Ion, la Nissan Leaf et la Smart ED vinrent la rejoindre.
En raison de difficultés financières récurrentes, la production en Finlande de la Th!nk City a été arrêtée en mars 2011. La compagnie a déposé son bilan le 22 juin 2011, pour la quatrième fois en 20 ans.
Th!nk Global a été racheté peu de temps après par Electric Mobility Solutions, qui a annoncé reprendre la production au début de 2012 avec une nouvelle version de la Th!nk City, aux États-Unis.
Cependant, la production n'a jamais repris, l’usine de l'Indiana a rapidement terminé sa dernière voiture en août 2012.

## Th!nk Global
Th!nk Global était une entreprise norvégienne, créée fin 1991 sous le nom de Pivco (Personal Independent Vehicle Company), basée à Fornebu. Son cœur de métier était la petite mobilité électrique, la mobilité urbaine ou péri-urbaine, pour une voire deux personnes.
C'est au total cinq générations de véhicules qui verront le jour.
- PIV1 : prototype

- PIV2 
  - dessiné par Skeie industridesign[4]
  - présérie, 13 voitures produites en 1994, 10 furent testées pendant les jeux olympiques de Lillehammer.

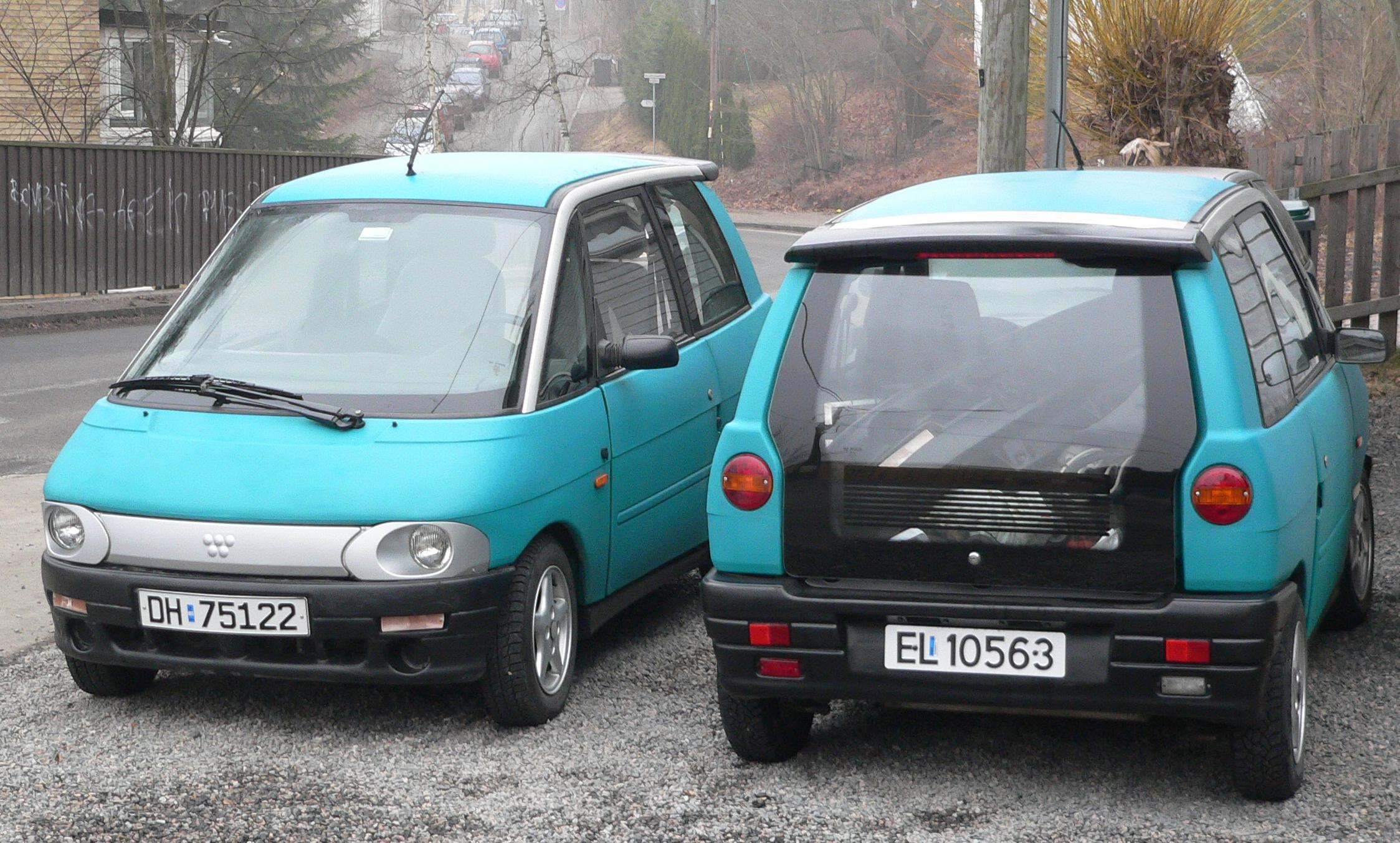
PIV3, City Bee

- PIV3 ou CityBee (ou Citi aux États-Unis) 
  - dessiné par Skeie industridesign[5]
  - 120 véhicules produits
  - 40 véhicules testés à San Francisco entre 1995 et 1998.

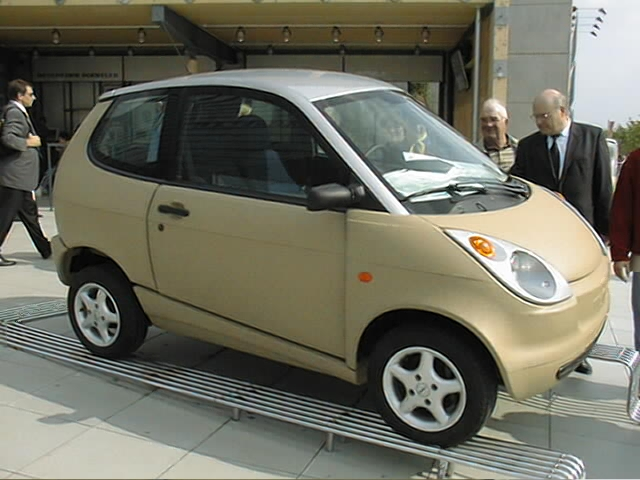
Think Classic

- PIV4 qui deviendra la Th!nk Classics (A266)
  - Arrivée de Ford au capital (51%)
  - Développé avec des apports techniques externes (Lotus Cars, Skeie industridesign[6], ..)
  - Produite entre 2000 et 2002
  - Plus de 1000 unités fabriquées.

- Th!nk City (A306)
  - Retrait de Ford
  - Produites entre 2008 et 2011
  - Plus de 2 300 unités fabriquées, d'abord en Norvège, puis en Finlande chez Valmet et aux États-Unis.

- Th!nk Ox dessiné par Skeie industridesign
  - prototype à 4 portes.

- Th!nk open dessiné par Skeie industridesign
  - version cabriolet de la Th!nk City
  - 3 prototypes fabriqués.

- Think Public
  - un petit véhicule taxi
  - 2 prototypes fabriqués

## A306

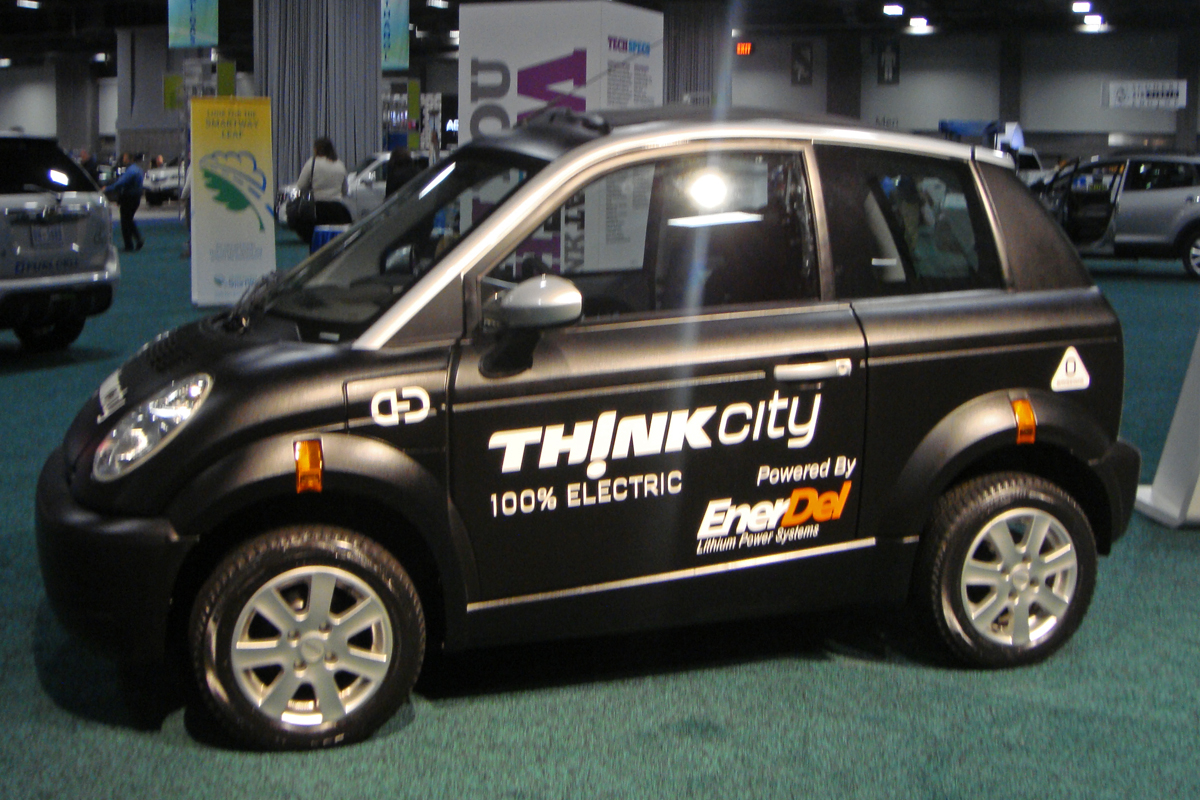
La Th!nk City présentée au Washington Auto Show en 2010.

A 306 est le nom de code du dernier modèle, la Th!nk City. Il s'agit d'un véhicule qui a subi tous les tests nécessaires à son homologation sur route et autoroute, ceux habituels pour une voiture à moteur à combustion interne mais aussi les nouveaux spécifiques aux véhicules électriques. C'est un véhicule complet avec chauffage, air conditionné (en option), direction assistée, freinage assisté, ABS, freinage régénératif (recharge de la batterie), fermeture centralisée, télécommande d'ouverture et de fermeture des portes, rétroviseurs extérieurs réglables électriquement, pare brise chauffant (option), deux airbags, prétensionneurs de ceinture...
Un dispositif d'appel d'assistance (Mindbox) était aussi disponible en option. Il permettait de localiser le véhicule, de faire un diagnostic à distance du véhicule, d'assister l'utilisateur voire de prévenir les secours ou un dépanneur.
La carrosserie est entièrement réalisée en ABS mat teinté (noir, jaune, rouge, bleu) dans la masse, les panneaux intérieurs en polypropylène, le tout complètement recyclable.

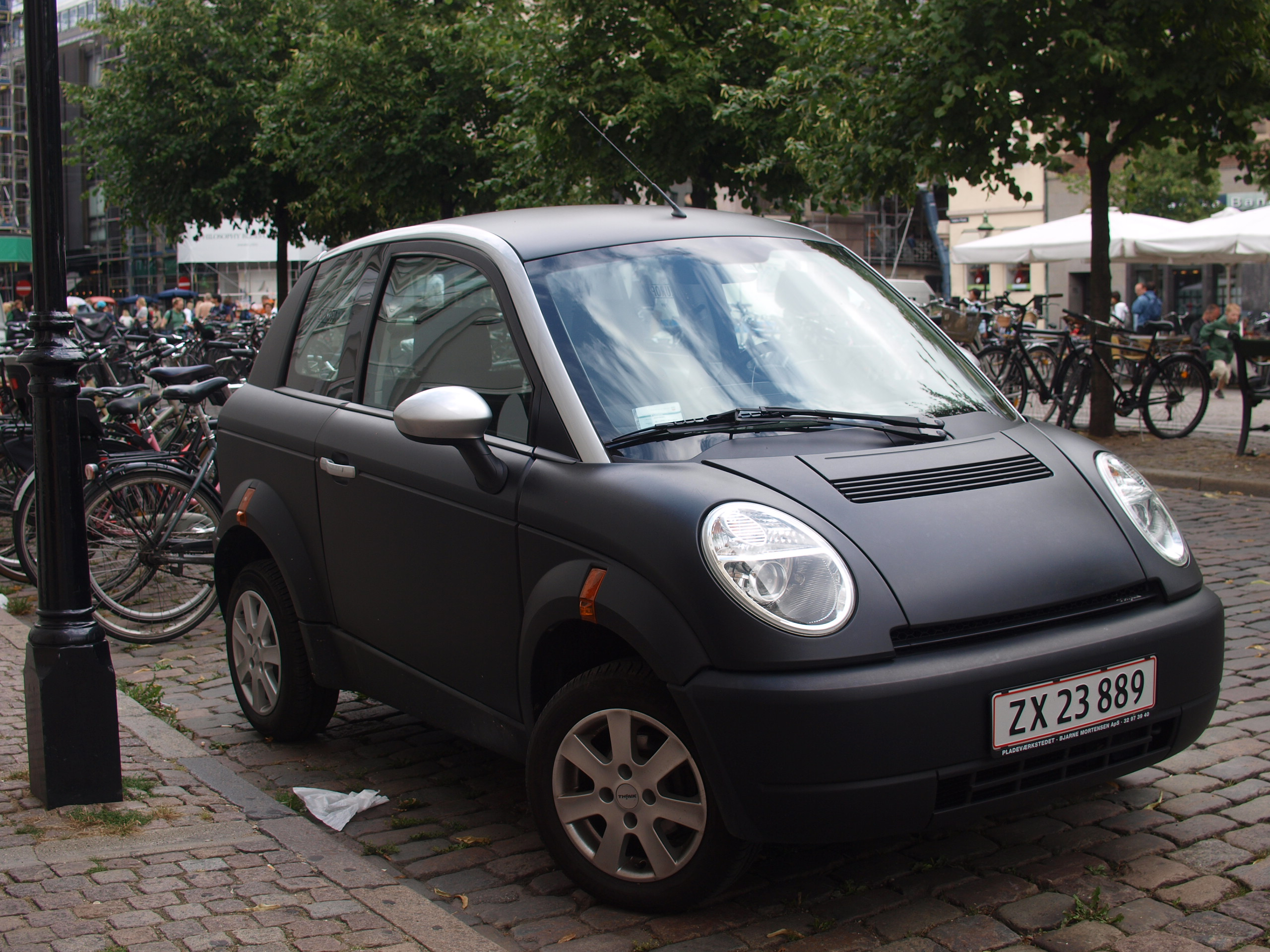
La Th!nk City au Danemark.

Le châssis fait appel à de l'acier à haute résistance dont les formes géométriques assurent une protection efficace du bac à batteries de traction. Une armature en profilés d'aluminium vient compléter la structure pour garantir la rigidité nécessaire.

### Fournisseurs
La conception et le développement de la Th!nk City a fait l'objet de nombreux partenariats entre Th!nk Global et ses fournisseurs/partenaires, aux rangs desquels on trouve les plus anciens comme Skeie industridesign et de nouveaux : Autoliv (Sweden), Bosch (Germany), British Steel Automotive Engineering Group (UK), Lotus Engineering (UK), Ford Motor Company (UK), TNO / TASS (The Netherlands) and Tecosim (UK). De même que la plupart des composants de la Th!nk City a été piochée dans les catalogues d'organes de constructeurs européens. PSA pour les trains roulants et les freins, Ford pour l’électronique de bord, etc.
Le processus d'innovation de l'entreprise a fait l'objet de plusieurs études et analyses dont la plus détaillée est la thèse de Karin Strzeletz Ivertsen.

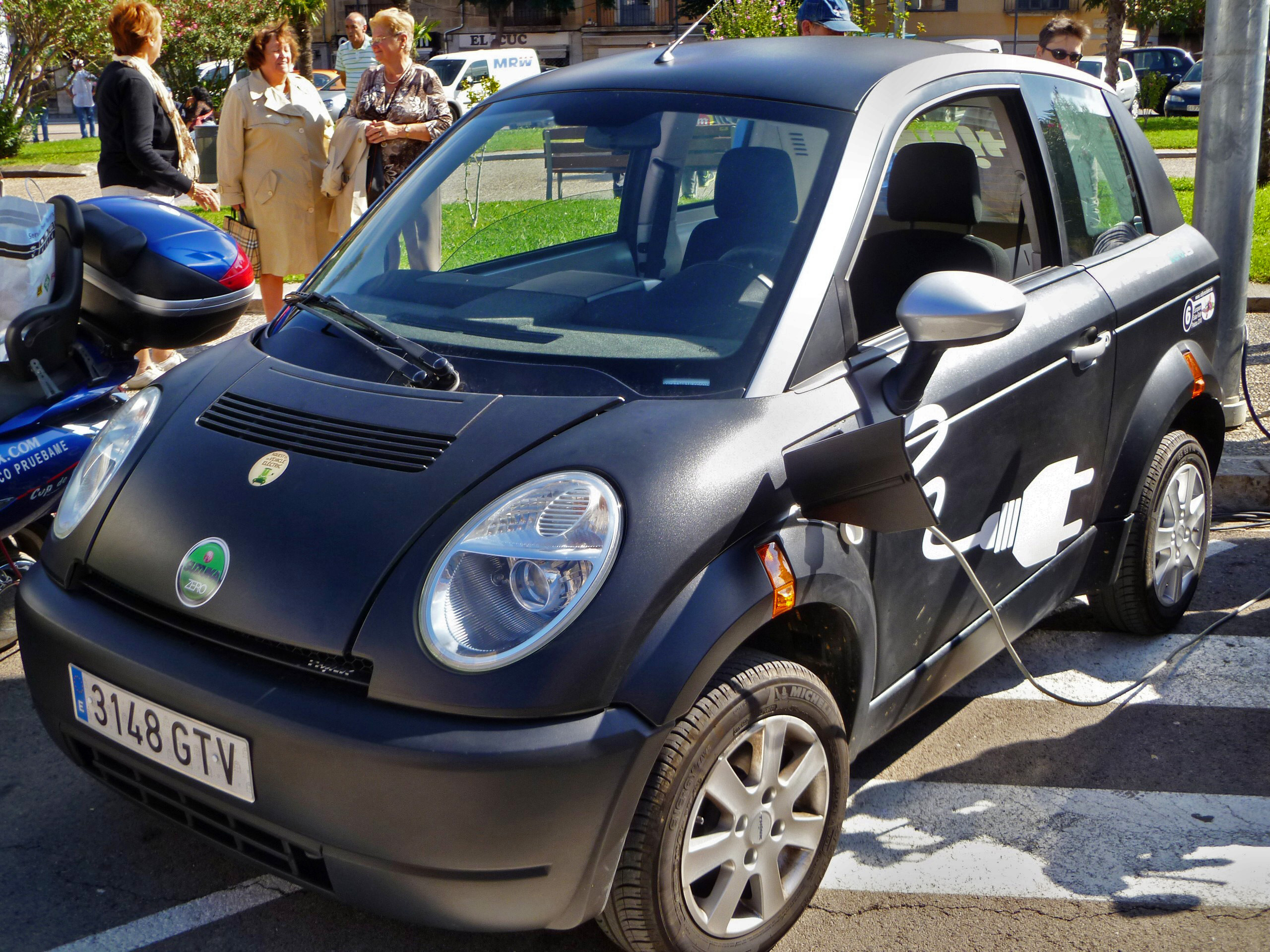
La Th!nk City au ravitaillement en Espagne.

### Motorisation
Elle fait appel à un moteur électrique asynchrone triphasé d'une puissance de 33,6 kW (45 HP) délivrant un couple de 140 N m. Le moteur entraîne un réducteur (ratio 1:10) intégrant un différentiel qui agit directement sur les roues avant.

### Batteries
Outre la batterie de service au plomb (12v, 44Ah) assurant les fonctions de base de la voiture, la Th!nk City pouvait être équipée de deux types de batteries de traction.

#### Batteries Lithium Ion
Il s'agit d'un ensemble compact fourni par l'entreprise américaine EnerDel. 148 unités équipées de ce type de batteries auraient été produites.
- Poids: 285 kg
- Tension: 400 VDC
- Capacité: 23,0 kWh / 70 Ah
- Auto-décharge: 4 W typique
- Temps de charge :
  - 0 - 100% en 8 heures sur une prise de 220 V / 15 A ;
  - 0 - 100% en 10 heures sur une prise de 220 V / 10 A

#### Batteries Sodium Nickel (ZEBRA)

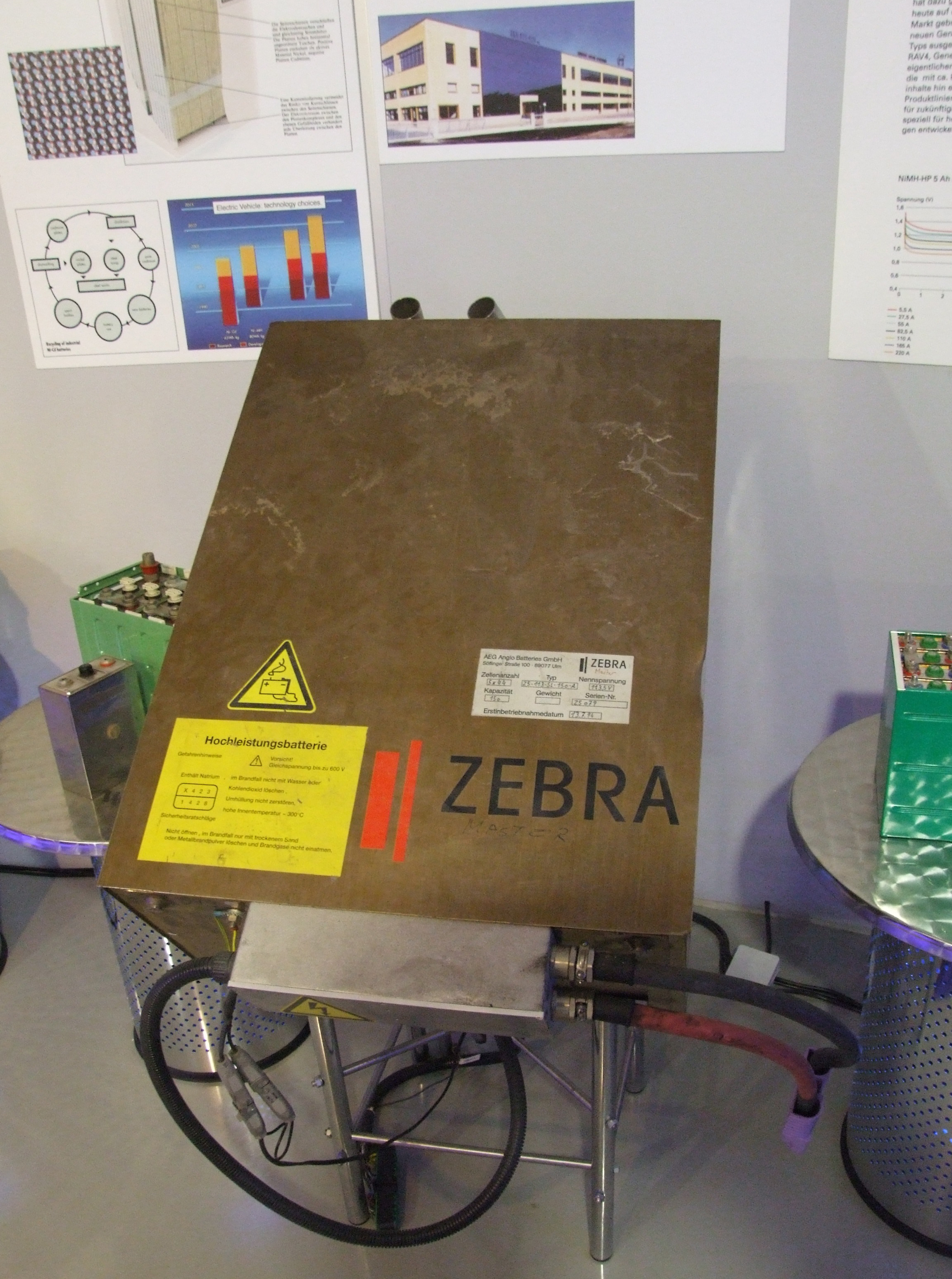
Batterie haute température Sodium Nickel.

Il s'agit d'un ensemble compact, référencé Z36-371-ML3X-76, fourni par l'entreprise FIAMM (MES-DEA).
C'est une technologie de batterie « chaude » (260 à 360 °C) NaNiCl. Les éléments actifs sont placés dans un container isolé thermiquement (sous vide). La plupart des voitures construites l'aurait été avec ce type de batteries (2178 unités).
- Poids: 244 kg
- Tension: 400 VDC (371V)
- Capacité: 28,2 kWh / 76 Ah
- Temps de charge :
  - 0 - 100 % en 8 heures sur une prise de 220 V / 15 A ;
  - 0 - 100 % en 10 heures sur une prise de 220 V / 10 A.

#### Chargeur de batteries
La Th!nk City dispose d'un chargeur de batteries intelligent embarqué. Il assure automatiquement les fonctions de test et d'équilibrage des différents éléments du système de stockage d'énergie électrique.

#### Prolongateur d'autonomie à hydrogène
La Th!nk City a été équipée pour quelques exemplaires destinés à la Norvège d'un prolongateur d'autonomie intégré par l'entreprise danoise H2 Logic. Ce kit comprend une pile à combustible Ballard, un réservoir d’hydrogène Raufoss (350 bar). L'ensemble permet à la voiture de fonctionner en mode hybride (batterie et pile à combustible).

### Dimensions

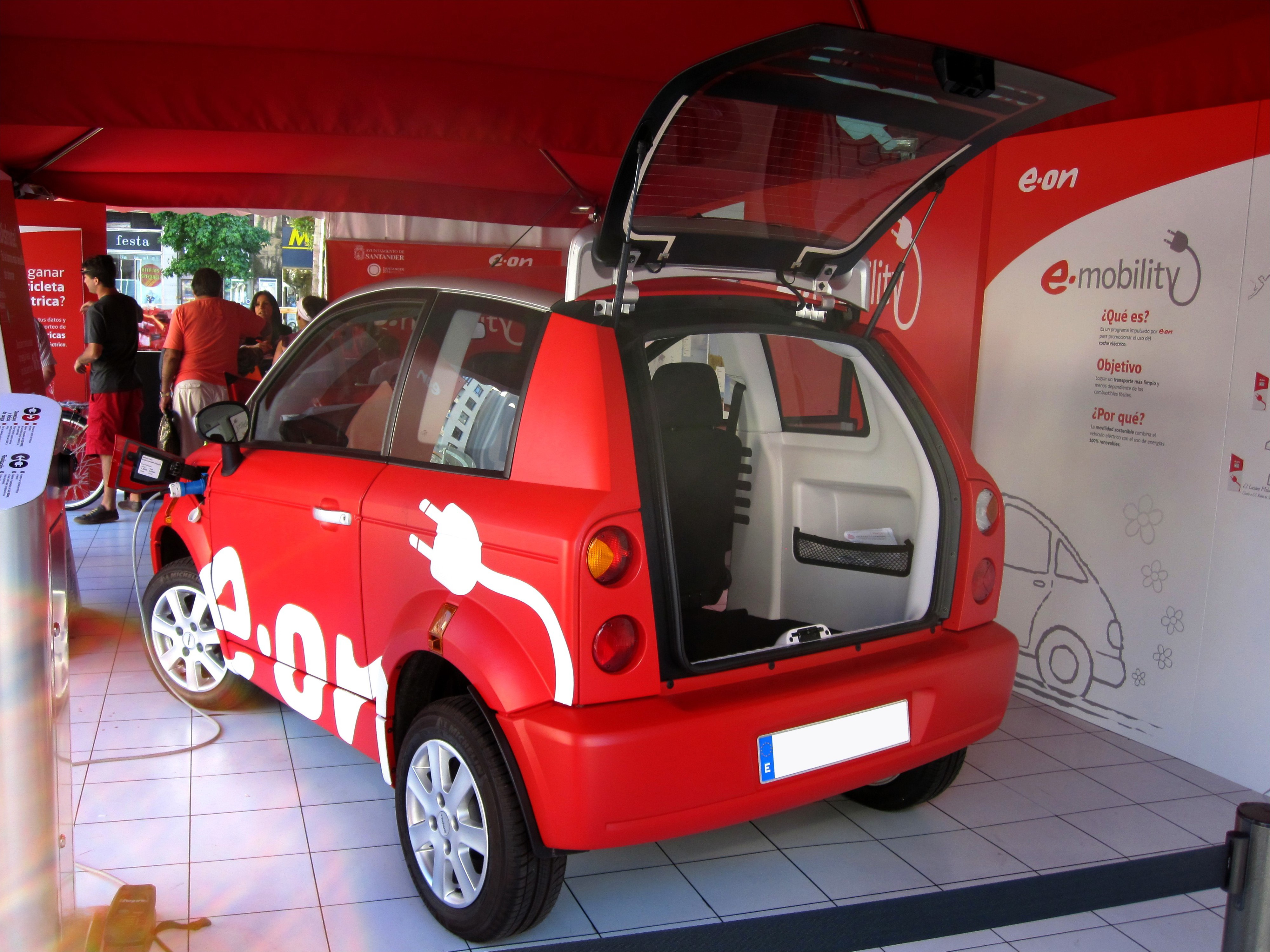
La Th!nk City présentée sur le stand e-On.

- Empattement : 1 970 mm
- Voie avant : 1 374 mm
- Voie arrière : 1 424 mm
- Longueur : 3 143 mm
- Largeur : 1 658 mm
- Hauteur : 1 596 mm
- Poids : 1 040 kg (châssis seul: 750 kg)
- Distribution du poids :
  - Avant : 530 kg
  - Arrière : 510 kg

### Performances
- Vitesse max : 110 km/h
- Accélération 0-50 km/h : 6,5 secondes
- Accélération 0-80 km/h : 16,0 secondes
- Autonomie ECE_R101 : 180 km
- Autonomie opérationnelle : 120 km

### Prix
- Dans sa version 2 places, équipées de batteries Lithium-Ion la Th!nk était proposée à 25 259 €
- Dans sa versions 4 places (2 grands et 2 petits), toujours équipée des batteries Li-Ion, elle affichait 26 694 €

### Présence en compétition

#### 2012
Rally Zero (Norvège).
Participation de plusieurs Th!nk City

#### 2013
- 2e Mendola-Mendel Ecorally (Italie) : 1er Walter Fuzzy Kofler / Luca Gastaldi sur Th!nk City
- 2e Sestriere Ecorally (Italie) : 1er Walter Fuzzy Kofler / Franco Gaioni sur Th!nk City
- 3e place au championnat des Constructeurs

#### 2014
- 3e Ecorally Della Mendola (Italie) : 1er  Walter Fuzzy Kofler / Josef Unterholzner sur Th!nk City
- Tesla Rally (Serbie) : 1er  Walter Fuzzy Kofler / Franco Gaioni sur Th!nk City
- Eco-Rally (Bulgarie) : 1er  Walter Fuzzy Kofler / Franco Gaioni sur Th!nk City
- Hi-Tech Eko Mobility Rally (Grece) : 1er  Walter Fuzzy Kofler / Franco Gaioni sur Th!nk City

- 5e Rallye Monte-Carlo ZENN
  - classement régularité : 2e place[16]
  - classement combiné : 3e place[17]

- 1re place au championnat des pilotes[18] pour Walter Fuzzy Kofler (sur Th!nk City)